# Loboptera isolata
Loboptera isolata es una especie de cucaracha del género Loboptera, familia Ectobiidae.

## Distribución
Esta especie se encuentra en Arabia Saudita.